# Germknödel
O Germknödel é uma sobremesa típica da culinária austríaca.
É feito de uma massa que leva fermento (Alemão da Áustria: Germ = fermento), açúcar e powidl, sendo servido no formato de bolinhos. Pode, por exemplo, ser recheado com geleia de ameixa e servido com manteiga derretida, sendo uma variação do Knödel.